# Pôle judiciaire de la Gendarmerie nationale
Le Pôle judiciaire de la gendarmerie nationale (PJGN) est un pôle d'expertise voué à la criminalistique et à l'intelligence judiciaire dont la compétence s'étend à l'ensemble du territoire français. Créé le 1er janvier 2011, il est composé d'environ 600 personnes et doté d'une capacité de projection sur le terrain lors de faits les plus graves. Le PJGN est sollicité par les unités de gendarmerie (brigades territoriales, brigades de recherches et sections de recherches notamment) pour la résolution des affaires judiciaires complexes ou demandant de longues investigations. Il peut exceptionnellement apporter son concours à une unité de la Police nationale à sa demande ou celle d'un magistrat.
Auparavant installé au fort de Rosny à Rosny-sous-Bois, le PJGN a déménagé en mai 2015 dans de nouveaux locaux, au quartier militaire Lange à Pontoise (Val-d'Oise). Le PJGN est commandé par le général de division Gilles Martin depuis le 1er août 2022.

## Composition
Le PJGN regroupe un état-major et plusieurs services : 
- l'Institut de recherche criminelle de la gendarmerie nationale (IRCGN) ;
- le Service central de renseignement criminel (SCRC), anciennement service technique de recherches judiciaires et documentation (STRJD).

## Commandement
Le commandement du PJGN est assuré par un général de gendarmerie :
| Date de nomination | Commandant                          |
| ------------------ | ----------------------------------- |
| 27 janvier 2011    | général de division Jacques Hébrard |
| 1er août 2015      | général de brigade François Daoust  |
| 1er août 2018      | général de brigade Patrick Touron   |
| 1er août 2022      | général de division Gilles Martin   |

## Événement récent
En février 2023, le site d'investigation Mediapart révèle que pendant plusieurs années, le général Patrick Touron aurait exercé un harcèlement moral sur plusieurs de ses collaborateurs, qui aurait amené l'une d'entre elles au bord du suicide. La direction de la Gendarmerie nationale, informée depuis 2018, a signalé à la justice des suspicions de faits commis sur au moins neuf personnes, après le départ à la retraite du général Touron en octobre 2022,.